# 771 (szám)
A 771 (római számmal: DCCLXXI) egy természetes szám, félprím, a 3 és a 257 szorzata.

## A szám a matematikában
A tízes számrendszerbeli 771-es a kettes számrendszerben 1100000011, a nyolcas számrendszerben 1403, a tizenhatos számrendszerben 303 alakban írható fel.
A 771 páratlan szám, összetett szám, azon belül félprím, kanonikus alakban a 31 · 2571 szorzattal, normálalakban a 7,71 · 102 szorzattal írható fel. Négy osztója van a természetes számok halmazán, ezek növekvő sorrendben: 1, 3, 257 és 771.
A 771 négyzete 594 441, köbe 458 314 011, négyzetgyöke 27,76689, köbgyöke 9,16962, reciproka 0,0012970. A 771 egység sugarú kör kerülete 4844,33587 egység, területe 1 867 491,479 területegység; a 771 egység sugarú gömb térfogata 1 919 781 240,0 térfogategység.